# Heartbeat (canción de Buddy Holly)
«Heatbeat» es una canción escrita por Bob Montgomery y Norman Petty, y grabada por Buddy Holly.

## Grabación
«Heatbeat» fue escrita por el productor de Buddy Holly Norman Petty, junto a Bob Montgomery (un amigo de Holly). Entonces el 25 de mayo de 1958, Holly grabó esta canción con Tommy Allsup en guitarra eléctrica, Jerry Alison en batería y Joe Mauldin en contrabajo. Ese día también grabaron "It's So Easy" y "Lonesome Tears".

## Lanzamientos
A fines de 1958, "Heartbeat" fue editada en sencillo con "Well All Right" como lado B, el sencillo fue editado por Coral Records con el catálogo 62051. Este corte alcanzó el puesto n.º 32 en los Estados Unidos, y en el Reino Unido fue un poco mejor, llegando al n.º 30.
En el Reino Unido, en abril de 1960, "Heartbeat" fue reeditada en sencillo.

## Versiones
«Heartbeat» es una canción muy popular de Buddy Holly, por eso, a través de los años varios artistas han grabado sus propias versiones de esta canción, incluyendo: Tommy Roe en 1962, Bobby Vee en 1963, Herman's Hermits en 1965, Dave Berry en 1966, Skeeter Davis en 1967, Cliff Richard en 1967, Humble Pie en 1969, Cilla Black en 1976, The Knack en 1979, Connie Francis en 1996, Mike Berry en 1999 y P. J. Proby en 2003. The Hollies, quienes se habían basado en el nombre de Holly para su banda, en 1980 grabaron una versión de "Heartbeat", y la publicaron en sencillo.